# Wiktorija Jalowzewa
Wiktorija Aleksandrowna Jalowzewa (russisch Виктория Александровна Яловцева, engl. Transkription Viktoriya Aleksandrovna Yalovtseva; * 4. November 1977 in Pawlodar, Kasachische SSR, UdSSR) ist eine ehemalige kasachische Mittelstreckenläuferin, die sich auf die 800-Meter-Distanz spezialisiert hat.

## Sportliche Laufbahn
Erste Erfahrungen bei internationalen Meisterschaften sammelte Wiktorija Jalowzewa im Jahr 2005, als sie bei der Sommer-Universiade in Izmir im 800-Meter-Lauf das Halbfinale erreichte und dort mit 2:08,02 min ausschied. Anschließend belegte sie bei den Asienmeisterschaften im südkoreanischen Incheon in 2:07,18 min den fünften Platz und gewann bei den Hallenasienspielen in Bangkok in 2:09,05 min die Bronzemedaille hinter der Inderin Santhi Soundarajan und Huang Jing aus China. Im Jahr darauf gewann sie dann auch bei den Hallenasienmeisterschaften in Pattaya in 2:08,92 min die Bronzemedaille hinter der Usbekin Zamira Amirova und Sinimole Paulose aus Indien. Zudem siegte sie mit der kasachischen 4-mal-400-Meter-Staffel mit neuem Landesrekord von 3:41,39 min. Im Sommer nahm sie erstmals an den Asienspielen in Doha teil und gewann dort in 2:03,19 min die Silbermedaille im Einzelbewerb hinter der Bahrainerin Maryam Yusuf Jamal und sicherte sich auch mit der Staffel in 3:33,86 min die Silbermedaille hinter dem indischen Team.
2007 wurde sie bei den Hallenasienspielen in Macau in 2:07,79 min Vierte und im Jahr darauf erreichte sie bei den Hallenasienmeisterschaften in Doha in 2:06,00 min Rang fünf, während sie mit der Staffel in 3:38,10 min die Silbermedaille hinter Indien gewann. 2009 belegte sie bei den Militärweltmeisterschaften in Sofia in 54,88 s den fünften Platz im 400-Meter-Lauf. Anschließend gewann sie bei den Hallenasienspielen in Hanoi in 2:03,74 min die Bronzemedaille hinter ihrer Landsfrau Margarita Mukaschewa und Trương Thanh Hằng aus Vietnam. Zudem siegte sie mit der Staffel in 3:39,21 min. Daraufhin belegte sie bei den Asienmeisterschaften in Guangzhou in 2:10,03 min den achten Platz über 800 Meter und erreichte mit der Staffel in 3:36,54 min Rang vier. Im Jahr darauf schied sie bei den Hallenweltmeisterschaften in Doha mit 2:05,68 min im Vorlauf aus und nahm im Herbst erneut an den Asienspielen in Guangzhou teil, bei denen sie im Einzelbewerb mit 2:04,27 min den Finaleinzug verpasste, mit der Staffel aber in 3:30,03 min die Silbermedaille hinter der indischen Mannschaft gewann. 2011 belegte sie bei den Asienmeisterschaften in Kōbe in 2:04,66 min den sechsten Platz, wie auch bei den anschließenden Militärweltspielen in Rio de Janeiro in 2:03,67 min. Mit der kasachischen Staffel nahm sie im Sommer an den Weltmeisterschaften in Daegu teil, konnte dort aber den Vorlauf nicht beenden und beendete dann im Alter von 32 Jahren ihre Karriere als Leichtathletin.
In den Jahren von 2004 bis 2007 sowie 2009 und 2011 wurde Jalowzewa kasachische Meisterin im 800-Meter-Lauf im Freien sowie 2006 auch in der Halle. Zudem siegte sie 2010 im 400-Meter-Lauf.

## Persönliche Bestzeiten
- 400 Meter: 53,51 s, 21. Juli 2010 in Schymkent
  - 400 Meter (Halle): 56,94 s, 25. Februar 2007 in Qaraghandy
- 800 Meter: 2:00,57 min, 5. Juni 2011 in Bischkek
  - 800 Meter (Halle): 2:03,74 min, 2. November 2009 in Hanoi